# USS Buckley (DE-51)
«Баклі» (англ. USS Buckley (DE-51) — військовий корабель, ескортний міноносець, головний у своєму класі, військово-морських сил США за часів Другої світової війни.
«Баклі» був закладений 29 червня 1942 року на верфі американської компанії Bethlehem Hingham Shipyard у Гінгемі, де 9 січня 1943 року корабель був спущений на воду. 30 квітня 1943 року він увійшов до складу ВМС США.
Ескортний міноносець «Баклі» брав участь у бойових діях на морі в Другій світовій війні, супроводжував транспортні конвої союзників в Атлантиці. За час війни взяв у затопленні у взаємодії з іншими протичовновими кораблями двох німецьких підводних човнів U-66 і U-548.
За бойові заслуги, проявлену мужність та стійкість екіпажу в боях «Баклі» удостоєний трьох бойових зірок, нашивки за участь у бойових діях, подяки за похвальну службу частині ВМС, медалей «За Європейсько-Африкансько-Близькосхідну кампанію», «За Американську кампанію» і Перемоги у Другій світовій війні.

## Історія
6 травня 1944 року західніше островів Кабо-Верде німецький підводний човен U-66 був атакований глибинними бомбами та гарматним вогнем «Евенджера» та «Вайлдкета» з ескортного авіаносця ВМС США «Блок Айленд». О 03:28 «Баклі» протаранив німецький човен, а потім відступив. Незабаром після цього субмарина врізалася в «Баклі», пробивши в правому борті корабля пробоїну. Між членами екіпажу двох на носовій палубі «Баклі» зав'язалася рукопашна сутичка, в якій, серед іншої зброї, використовувалися кавові кружки та гільзи. U-66 відступив за корму від «Баклі» та затонув о 03:41 після того, як у його люк були скинуті ручні гранати. 24 члени екіпажу загинули, 36 німців були врятовані.
19 квітня 1945 року, діючи південно-східніше Галіфаксу, американські ескортні есмінці «Рубен Джеймс» та «Баклі» потопили глибинними бомбами німецький підводний човен U-548.